# Anthony Rose
Anthony Rose (ur. 27 kwietnia 1965) – jamajski bokser wagi lekkopółśredniej, uczestnik Letnich Igrzysk Olimpijskich 1984. 
Swój jedyny pojedynek na igrzyskach stoczył w pierwszej rundzie; jego przeciwnikiem był William Galiwango z Ugandy, z którym przegrał jednogłośnie (0–5).